# 浜田稔
浜田 稔（はまだ みのる、1902年（明治35年）3月30日 - 1974年（昭和49年）12月30日）は、日本の建築材料学者、建築防災学者。東京大学名誉教授。大阪府生まれ。
東京大学、東京理科大学教授として、コンクリート草創期のJIS制定や、日本コンクリート会議の設立をはかった。また科学的防火・避雅の問題に取り組み、都市の防火体制の確立とともに内装材制限の法制化に尽力。

## 経歴と人物
仕事が速く実行も結論をまとめることも速かったという。大学院時代も初め暫くは文献の調査などに当たり、やがて設備が整ったとはいえない実験室で休むことのないコンクリートの試験体作りを開始。これが後に「コンクリートの浜田」といわれるようになった第一歩であり、「コンクリートの浜田」はその後「火災の浜田」「都市防災の浜田」となり、死の直前までその方面の第一人者として活躍。
- 1925年（大正14年）東京帝国大学工学部建築学科卒業。大学院進学。
- 1927年（昭和2年）東京帝国大学助教授。
- 1929年（昭和4年）建築学会コンクリート標準仕様書調査委員会委員。
- 1930年（昭和5年）「コンクリート及鋼コンクリートに関する研究」にて工学博士。
- 1938年（昭和13年）東京防空司令部防空研究会委員。
- 1940年（昭和15年）教授。
- 1943年（昭和18年）大東亜建築委員会委員。
- 1949年（昭和24年）建築規格原案作成委員会委員。
- 1952年（昭和27年）都市不燃火委員会委員長。
- 1962年（昭和37年）東京大学を停年退職。東京理科大学に迎えられ、その年新設された工学部の初代工学部長として独特の周到な計画と実行力とで内容の充実に努めた。
- 1963年（昭和38年）日本コンクリート会議(現・日本コンクリート工学協会)設立提議。
- 1972年（昭和47年）都市防災実験委員会委員長。
- 1974年（昭和49年）不整脈のため死去[2]。

## 受賞
- 建築学会学術賞「セメント規格改正案作製に関する基礎的研究」1937年
- 日本建築学会大賞「都市防災における火災工学の発展に対する貢献」1973年

## 著作
- 『コンクリートの配合について』建築学会、1927年
- 『建築材料学』渡辺要共著 丸善、1931年
- 『セメント及コンクリート実験法』共立社、1933年
- 「耐火構造」『高等建築学』7 常盤書房、1935年
- 『材料試験法』理化書院、1954年
- 『軽量コンクリート構造』丸善、1956年
- 『東京大震災火災時の避難に関する研究』私求版、1967年
- 『ピルの防火について』 日本損害保険出版、1967年
- 『味のある味』私家版、1970年
- 『都市の防火蓄積』日本損害保険出版、1970年
- 『ビル内の可燃物と火災危除性』日本損害保険出版、1970年
- 『東床大衷火災への対応』日本損害保険協会、1973年